# H418ov21.C
H418ov21.C (House 418 of 21st Century) è il secondo album in studio del gruppo black metal finlandese Beherit, pubblicato nel 1994. In questo disco il gruppo si approccia al genere dark ambient.

## Tracce
1. The Gate of Inanna – 4:25
2. Tribal Death – 6:59
3. Emotional Ecstasy – 3:48
4. Fish – 3:22
5. 21st Century – 4:00
6. Paradise (Part II) – 3:38
7. Mystik Force – 6:55
8. Spirit of the God of Fire – 3:22
9. E-scape – 3:10